# (11537) Guericke
(11537) Guericke (1992 HY6) – planetoida z pasa głównego asteroid okrążająca Słońce w ciągu 3,25 lat w średniej odległości 2,19 j.a. Została odkryta 29 kwietnia 1992 roku.